# Nettebad (Osnabrück)

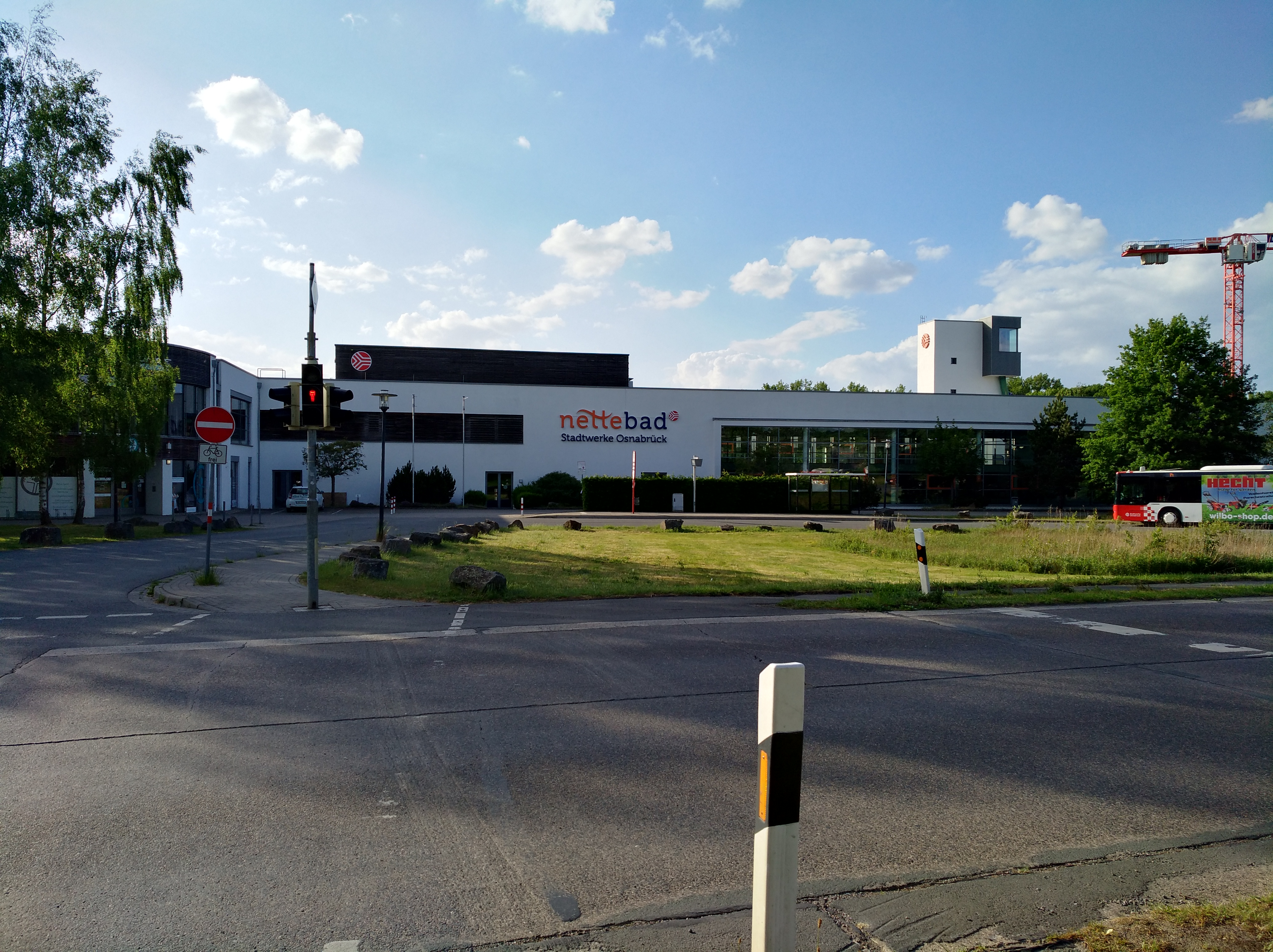
Schwimmbad an der Vehrter Landstraße

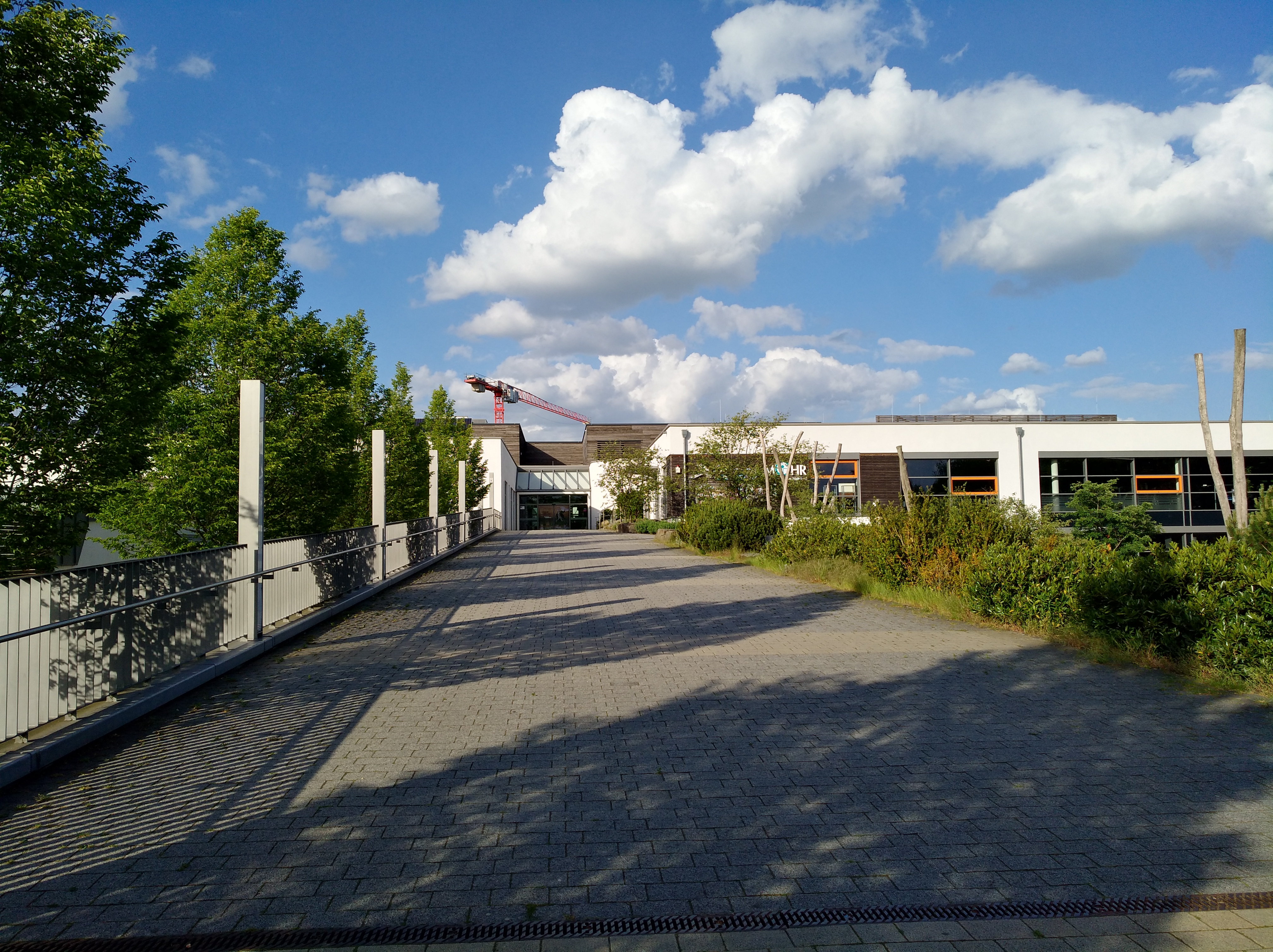
Eingangsbereich

Das Nettebad ist ein öffentliches Schwimmbad im Osnabrücker Stadtteil Sonnenhügel. Es ist eine Kombination aus Sport- und Freizeitbad sowie aus Hallenbad und Freibad und verfügt über einen Sauna- und Spabereich. Das Bad zählt jährlich über 700.000 Besucher und wird durch die Stadtwerke Osnabrück betrieben.

## Lage und Verkehrsanbindung
Das Nettebad liegt im nördlichen Osnabrücker Stadtteil Sonnenhügel, an der Grenze zu Haste. Südlich des Bads befindet sich das Eissportcenter Osnabrück, in westlicher Nachbarschaft liegt die E-Karthalle Nettedrom. Die Zufahrt zum Bad erfolgt über die Vehrter Landstraße, eine Querstraße der B 68. Die Stadtbusverbindung mit der Innenstadt bilden die Linien 32/33, durch die Linie 533 besteht seit 2018 auch eine direkte Busverbindung nach Wallenhorst. 

## Geschichte
Das Nettebad wurde 1883 als eines der ersten öffentlichen Badeanstalten Osnabrücks als Flussschwimmbad an der Nette eröffnet, nach der es auch benannt ist. Nach der durch den Zweiten Weltkrieg bedingten Schließung mehrerer Schwimmbäder in Osnabrück beschloss der Stadtrat im Jahr 1965 den Neubau eines Hallenfreibads an der Nette. Der Bau wurde im Jahr 1971 begonnen und am 27. Mai 1973 eröffnet.
Zur Umsetzung des Osnabrücker Bäderkonzepts mit nur noch drei öffentlichen Schwimmbädern (Moskaubad, Nettebad, Schinkelbad) entschied sich der Stadtrat 2001 wiederum zum erneuten Neubau des Nettebads. Zuvor wurden durch die Stadt sieben öffentliche Badeanstalten unterhalten. Die Hallenbäder Pottgrabenbad, Niedersachsenbad und das Hallenbad Lüstringen wurden wie auch das Freibad Wellmannsbrücke aufgegeben. Zwischen 2002 und 2005 erfolgte der Bau als modernes Sport- und Freizeitbad.
Seit der Neueröffnung am 18. März 2005 wurde das Nettebad stetig erweitert, so wurde 2011 nach der Aufstockung des Rutschenturms die Turbo-Wasserrutsche Sloop in Betrieb genommen. 2012 wurde bei einer Probebohrung für Geothermie in 360 Metern Tiefe unterhalb des Nettebads ein 20 °C warmer Thermalsolestrom gefunden. Der Durchfluss beträgt ca. 100 Kubikmeter pro Stunde. Zwar ist die Sole qualitativ nicht zum Baden geeignet, jedoch werden nach einem Umbau der Wärmetechnik mittlerweile 60 % des Wärmebedarfs des Nettebads mittels Wärmetauschern durch Erdwärme abgedeckt. 2014 wurde in einem Anbau am Nettebad ein Fitnessclub eröffnet. Im Jahr 2016 erfolgten der Bau und die Eröffnung einer weiteren Wasserrutsche, der Trichterrutsche Twist. Zwischen März 2016 und März 2017 wurde auf einer Freifläche westlich des Bads von den Stadtwerken die Indoor-Elektro-Kartbahn Nettedrom gebaut, die seitdem gemeinsam mit dem Nettebad vermarktet wird. Das noch aus dem Jahr 1973 stammende Nichtschwimmerbecken im Außenbereich wurde 2017 verkleinert und durch einen Wasser-Spritzbereich für Kinder ergänzt.
Ergänzend zum bestehenden Saunaangebot wurde 2018 der neue Textilsaunabereich Klein Finnland eröffnet, der über das Freizeitbad zugänglich ist. Zwischen 2019 und 2020 wurde das 33-Meter-Sportbecken des Freibads überdacht, um die ganzjährig verfügbare Wasserfläche zu vergrößern. In die neue Halle wurde ein sogenannter Ninjacross-Parcours eingebaut, ein an Seilen von der Decke hängender Hindernisparcours über der Wasseroberfläche. Parallel dazu wurde der Rutschenpark im Freizeitbad durch die Stehwasserrutsche Stand Line ergänzt.

## Ausstattung

### Hallenbad
Das Hallenbad besteht aus vier getrennten Schwimmhallen: dem Sportbad, dem Freizeitbad, der Aktivhalle mit eigenem Becken für Sportkurse sowie seit 2020 auch dem überdachten 33-Meter-Sportbecken mit Ninjacross-Hindernisparcours.
Sportbad
Das Sportbad verfügt über ein 50-Meter-Sportbecken mit variabler Beckentiefe (26 °C), es ist durch einen ausfahrbaren Steg teilbar. Der Sprungturm hat ein 1-Meter-Brett und eine 3-Meter-Plattform. Ein leicht erhöhter Bereich entlang des Beckens ist als Tribüne nutzbar.
Freizeitbad
Im Freizeitbad gibt es ein Erlebnisbecken (29 °C, u. a. mit Wasserpilz, Wellenbecken und Strömungskanal), ein Kleinkindbecken, zwei Whirlpools (34 °C) und einen Rutschenpark mit
- offener Indoor-Rutsche (Länge 36 m)
- Röhrenrutsche Black Hole mit Lichteffekten (Länge 86 m)
- Reifenrutsche Crazy River (Länge 82 m)
- Turborutsche Sloop mit Falltür-Start (Länge 94 m)
- Trichterrutsche Twist mit interaktiven Lichteffekten (Länge 68 m)
- Stehrutsche Stand Line (Länge 30 m)

Zur Verpflegung gibt es einen Gastronomiebereich.

### Freibad
Das Freibad verfügt über ein Nichtschwimmerbecken, ein beheiztes Ganzjahres-Solebecken (32 °C), einen Kleinkinderbereich und einen Wasser-Spritzbereich für Kinder. Daneben gibt es eine Liegewiese mit Feldern für Beachvolleyball und Beachsoccer sowie einen Fitnesszirkel.

### Sauna- und Spabereich
In der Loma-Sauna genannten Saunalandschaft des Nettebads existieren verschiedenste textilfreie Saunen und Dampfbäder sowie Ruheräume. Dabei handelt es sich  im Garten um die Talo Blockhaus-Sauna (90 °C), die Meri See-Sauna (60 – 80 °C), die Takka Kamin-Sauna (95 °C) sowie die Koivu Birken-Sauna (85 °C) und im Gebäude um die Löyly Dampf-Sauna (40 °C), die Tähti Dampf-Sauna (40 °C), die Valo Licht-Sauna (60 °C), die Ruusu Rosen-Sauna (85 °C) sowie die Kuuma Hitze-Sauna (90 °C). Abkühlmöglichkeiten bieten kalte Tauchbecken und Duschen. Im Saunagarten gibt es darüber hinaus ein Solebecken und einen Whirlpool (34 °C).
Seit Dezember 2018 gibt es die Tapahtuma Sauna (85 °C). Diese Sauna bietet 170 Personen Platz und ist aus Keloholz gebaut. Aufgrund der Größe und Bauform wird sie regelmäßig für Show-Aufgüsse genutzt.
Für Spa-Anwendungen wie Massagen stehen eigene Räume bereit. Auch der Sauna- und Spabereich verfügt über eine eigene Gastronomie. Monatlich finden jeweils eine Kleine und eine Lange Saunanacht statt, bei der die Anlage bis nach Mitternacht geöffnet bleibt.
Außer der textilfreien Loma-Sauna gibt es auch den Textilsaunabereich Klein Finnland, der über das Freizeitbad zugänglich ist.

## Sport

### Veranstaltungen
- Im Oktober 2015 fanden im Nettebad die 43. Deutschen Meisterschaften im Rettungsschwimmen der DLRG statt.[11]
- Im Juni 2018 fanden im Nettebad die 50. Deutschen Schwimmmeisterschaften der Masters über „kurze Strecken“ des DSV statt.[12]
- Jährlich findet im Nettebad der Drachenboot-Indoor-Cup für Amateur- und Profiteams statt. Dabei fahren die Boote nicht wie im herkömmlichen Drachenbootsport auf freier Strecke, sondern sind zum direkten Kräftemessen zweier Teams über ein Seil und Umlenkrollen miteinander verbunden.[13]

### Vereine
Folgende Vereine sind im Nettebad aktiv:
- DLRG-Ortsgruppe Osnabrück
- Schwimmclub Osnabrück (SCO) 04
- Startgemeinschaft Osnabrück (SGO) des Osnabrücker SC und des SSC Dodesheide
- TSG Burg Gretesch
- Unterwasser-Club Osnabrück (UCO)
- VfL Osnabrück